# عبد العزيز علي الخالد
عبد العزيز علي فهد الخالد ، (1925 - 2009) نائب سابق في مجلس الأمة الكويتي.

## نبذة
كان من الشخصيات التي تحظى بالاحترام والتقدير في دولة الكويت لما يتمتع به من فضائل وأخلاق حميدة وشجاعة وسلوك إنساني خيّر، فعمل في التجارة وخاض انتخابات مجلس الأمة الكويتي 1963 في الدائرة السادسة (القادسية)، وحصل على (344) صوت وحل بالمركز الخامس وفاز بالانتخابات.

## قالوا عنه
النائب والوزير السابق أحمد باقر:

تعرفت على العم عبد العزيز العلي الخالد أثناء استعدادي للترشح في مجلس 85، وكنت قد سمعت عنه الكثير ولكن كل ما سمعته عنه لا يقارن بما عرفته فيه عن قرب طوال 25 عاما من تدين وورع وتواضع ومحبة للخير والكويت واهلها.
يكفيه فخرا انه كان من الاعضاء الخمسة الذين تقدموا في مجلس 1963 بقانون يمنع تداول الخمور في الكويت الذي صدر بحمد الله عام 1965، فكان هذا القانون باكورة قوانين إسلامية صدرت من مجلس الامة بعد ذلك.
سمعت منه قصة ذلك القانون وكيف اصروا عليه رغم المعارضين، كما سمعت منه قصة موقفهم من أول ازمة دستورية في البلاد وكيف تعاملوا معها حتى عاد الشيخ عبد الله السالم الصباح من الهند وحل الحكومة. كما سمعت منه روايات عن احداث عاصرها فكان بحق مدرسة لكل من اراد مصلحة الكويت واهلها.
لقد كان تقيا ورعا وراعيا لخيرات كثيرة لا يعلمها الا القلة، وكان يديم الصلاة في المسجد المجاور لمنزله، وكان ديوانه يوم الاثنين ملتقى لاهل الكويت والنواب والوزراء والاصحاب حيث كان جزيل النصح والبيان والكلمة الطيبة للجميع.
رحم الله استاذنا العم عبد العزيز العلي الخالد ونفعه في الآخرة بما قدمه في دنياه من قوانين إسلامية واعمال خيرية كثيرة وأسكنه فسيح جناته. جريدة الرؤية

الراشد يقترح تخليد الراحل عبد العزيز الخالد

تقدم النائب علي الراشد باقتراح برغبة قال فيه: فقدت دولة الكويت واحدا من اخلص رجالاتها الذين واكبوا مسيرتها الحضارية منذ عام الاستقلال وإلى يومنا هذا وهو المرحوم بإذن الله عبد العزيز علي الخالد الذي يعتبر من الشخصيات الوطنية مقترحا «إطلاق اسم الراحل عبد العزيز علي الخالد على أحد الشوارع في منطقة دائرته القادسية وذلك تقديرا لدوره واسهامه الكبير على الصعيد الوطني».
تاريخ النشر 19/12/2009. جريدة الوطن الكويتية

تأبين مجلس الامة

أبّن رئيس مجل الامة جاسم الخرافي المرحوم عبد العزيز علي فهد الخالد النائب السابق ومساهمته في تأكيد دعائم الديموقراطية، كما ابن سمو رئيس الوزراء ناصر المحمد الصباح الفقيد وقال: إنه من أبناء الوطن وخدم وطنه في المجلس وكان من أعلى المستويات فكرياً . وأوضح النائب خالد السلطان أنه لابد من ذكر خصلة لهذا الفقيد وهو أحد الخمسة الذين وقعوا على طلب منع الخمور في الكويت جزاه الله.
تاريخ النشر 23/12/2009. جريدة الوطن الكويتية

الشايع يقترح إطلاق اسم 'عبد العزيز الخالد' على أحد شوارع القادسية

السيد/ رئيس المجلس البلدي الموقر
تحية طيبة وبعد،، ،
الموضوع: اقتراح بتسمية المرحوم بأذن الله عبد العزيز علي فهد الخالد على أحد شوارع منطقة القادسية.
إن تكريم رجالات الكويت الأوائل وربط أجيالنا بماضيها المشرف ورجال وطنا الغالي الذين قدموا لوطنهم كل التضحيات والبذل والعطاء للنهوض بها وبناء مستقبلها المشرق، وان من أحد هؤلاء الرجال أخلاصا لوطنهم هو المرحوم بأذن الله عبد العزيز علي فهد الخالد، يعتبر الفقيد من الشخصيات الوطنية التي تعتز الدولة بها كثيراً، منذ عام الاستقلال وإلى يومنا هذا، واقل تقدير أن تحتفظ الدولة والأجيال القادمة بذكراه حتى تكون نموذجاً تنور للأجيال طريقها، ولكي يبقى التواصل وصورته الناصعة في ذاكرة الجميع، وليكن عطاؤها شاهدا على وجوده وكما أن الراحل له إسهامات كثيرة على كافة الأصعدة ونموذج رائد للعمل السياسي في الدولة.
لـــــذا اقتراح :
إطلاق اسم الراحل عبد العزيز علي فهد الخالد على أحد الشوارع في منطقة دائرته القادسية وذلك تقديراً لدورة وإسهامه الكبير على الصعيد الوطني.
وتفضلوا بقبول وافر الاحترام،، ،
شايع عبد الرحمن الشايع
نائب رئيس المجلس البلدي
تاريخ النشر 28/12/2009 جريدة الآن الالكترونية